# Harald Eia

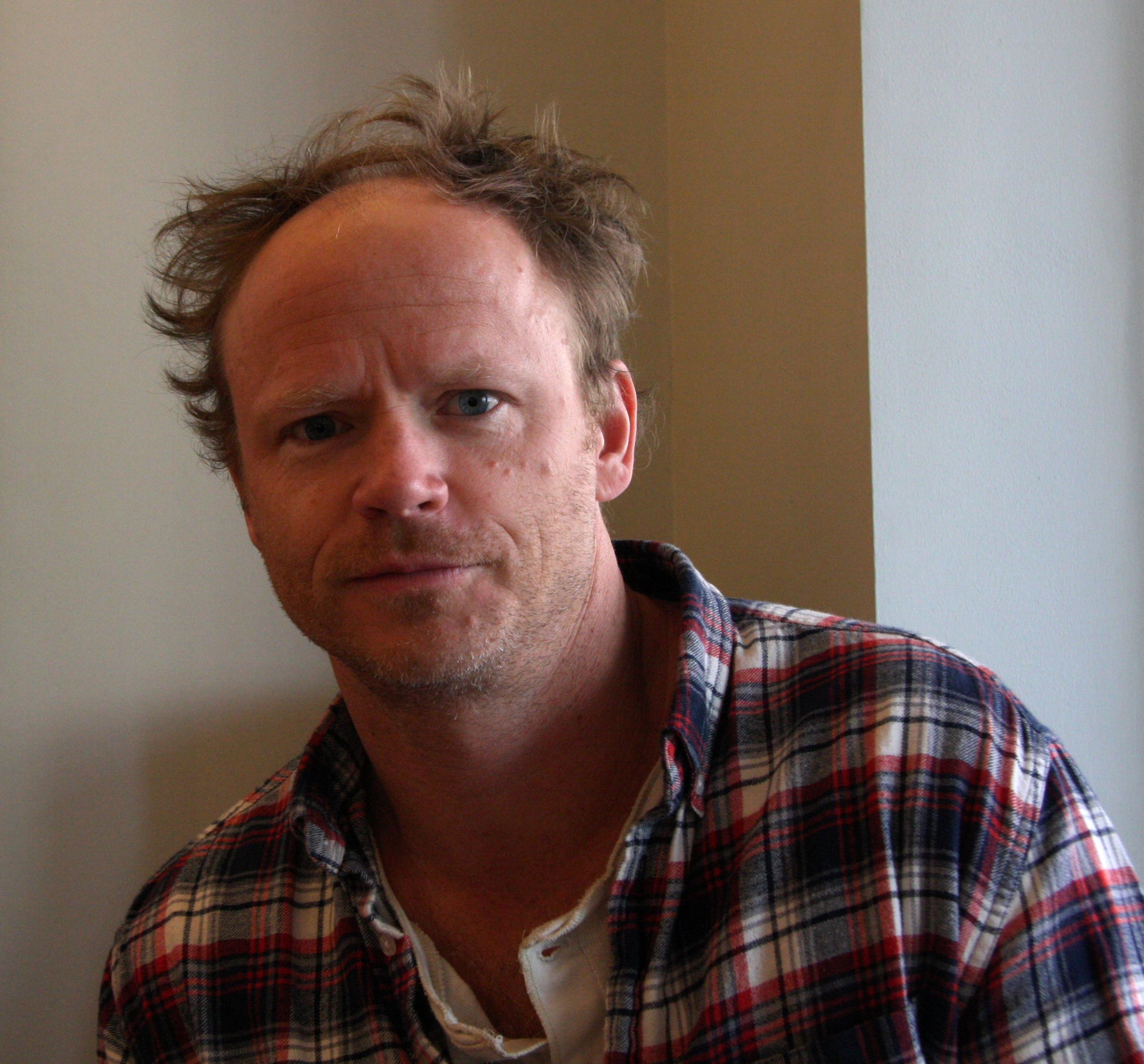
Harald Eia (2010)

Harald Meldal Eia (* 9. Februar 1966 in Bærum) ist ein norwegischer Unterhaltungskünstler.

## Karriere
Zusammen mit Bård Tufte Johansen ist er Autor von mehreren erfolgreichen Comedy TV-Serien des Norwegischen Rundfunks, wie Lille Lørdag (1995), Åpen Beitrag (1998–2002), Uti vår hage (2003), Team Antonsen (2004), Tre Brødre som ikke er Brødre (2005), Uti vår hage 2 (2008) und Storbynatt, sowie der Radio-Comedy-Shows Herreavdelingen (1997) und Tazte priv (2004–2005). Er spielte beliebte Charaktere wie Lena (eine Parodie auf den Charakter von Doden på Oslo S) und Oslolosen. Außerdem ist er auch als Stand-up Comedian und im Theatersport zu sehen und hatte Nebenrollen in norwegischen Filmen wie Detektor (2000) und United (2003).
Eia studierte 1992 Soziologie an der Universität von Oslo und graduierte mit der These Lidende ledere og kompetente kalkulatører. Næringslivsfolks symbolske kamper.

## Hjernevask(deutsch: Gehirnwäsche)
Im Jahr 2010 stellte Eia eine siebenteilige Fernsehreportage namens Hjernevask (deutsch Gehirnwäsche) vor, in der er das unter norwegischen Intellektuellen verbreitete Modell eines kulturell festgelegten menschlichen Verhaltens – bekannt unter dem Fachbegriff Soziales Geschlecht (Gender) – kritisierte und mit Wissenschaftlern aus Großbritannien und den USA Aspekte einer naturbedingten, angeborenen sozialen Interaktion ergänzte. In der Reportage kritisierte er norwegische Sozialwissenschaftler als eingeschränkt, voreingenommen und ideologisiert, weil sie Babys als „unbeschriebene Blätter“ sähen und genetisch bedingte Unterschiede von Mann und Frau ignorieren würden. Politisch korrekt werde das soziale Geschlecht und Gleichstellung auf Kosten des biologischen Geschlechts herausgestrichen und gefördert.
Für diese Dokumentationsserie wurde er 2010 mit dem Fritt-Ord-Ehrenpreis (Freies Wort) für herausragende journalistische Arbeit ausgezeichnet.

## Werke

### Fernsehen
| Jahr      | Titel                         | Bemerkung                                                   |
| --------- | ----------------------------- | ----------------------------------------------------------- |
| 1991      | U                             |                                                             |
| 1995–1996 | Lille lørdag                  | mit Bård Tufte Johansen                                     |
| 1998–2002 | Åpen post                     | mit Bård Tufte Johansen                                     |
| 2003      | Uti vår hage                  | mit Bård Tufte Johansen und Atle Antonsen                   |
| 2004      | Team Antonsen                 | mit Bård Tufte Johansen, Atle Antonsen und Kristopher Schau |
| 2005      | Tre brødre som ikke er brødre | mit Bård Tufte Johansen und Atle Antonsen                   |
| 2008      | Uti vår hage 2                | mit Bård Tufte Johansen und Atle Antonsen                   |
| 2010      | Hjernevask                    | Dokumentarserie                                             |
| 2010      | Storbynatt                    | mit Bård Tufte Johansen                                     |
| 2012      | Brille                        | mit Bård Tufte Johansen                                     |

### Film
| Jahr | Titel                 | Rolle              |
| ---- | --------------------- | ------------------ |
| 1993 | Secondløitnanten      |                    |
| 1996 | Jakten på nyresteinen | Tåretankoperatøren |
| 2000 | Detektor              | Ronny              |
| 2003 | United                | Salomonsen         |

### Radio
| Jahr      | Titel           | Bemerkung               |
| --------- | --------------- | ----------------------- |
| 1997      | Herreavdelingen | mit Bård Tufte Johansen |
| 2004–2005 | Tazte priv      | mit Bård Tufte Johansen |

### Bücher
- mit Ole-Martin Ihle: Født sånn eller blitt sånn? Utro kvinner, sjalu menn og hvorfor oppdragelse ikke virker. Gyldendal, Oslo 2010, ISBN 978-82-05-39895-5 (norwegisch; Das Buch basiert auf der Serie Hjernevask, NRK 2010).